# إمارة نكور
إمارة نكور أو إمارة بني صالح هي إمارة تاريخية لسلالة الصالحيين، تأسست سنة 710م على يد صالح بن منصور في تمسمان في منطقة الريف بالمغرب الأقصى. وهي أول إمارة مستقلة بالمغرب الأقصى بعد ثورة البربر على ولاة بني أمية، كما أنها تمذهبت بالمذهب المالكي السني خلافا لباقي الإمارات المغربية الأخرى، كبني مدرار وبورغواطة التي تأسست على مذهب الخوارج الصفرية.
ظلت تمسمان قاعدة لحكم أمراء نكّور إلى أن بنى سعيد بن إدريس مدينة نكور بين نهري نكّور وغيس على بعد خمسة أميال من البر. وفي سنة 244 هـ / 865م تعرضت مدينة نكور في عهد مؤسسها لهجوم الفايكينغ لمدة أسبوع.
توسعت إمارة نكّور حتى لامست إمارة مكناسة، وحدد الجغرافي البكري الرقعة الجعرافية لإمارة نكّور في مسيرة عشرة أيام.
جعلها موقعها الجغرافي في مجال الصراع الدائم بين أمويي الأندلس وهم من السنة، والعبيديين الفاطميين بإفريقية وهم من الشيعة. وقد تمكن الفاطمي مصالة بن حبوس من السيطرة عليها سنة 308 هـ / 929م في إطار صراعه ضد أمويي الأندلس.
ورغم وقوف إمارة نكّور في وجه الزحف الفاطمي، فإن أمويي الأندلس، ومن منطلق خدمة مصالحهم السياسية بالمنطقة، تحالفوا مع موسى بن أبي العافية زعيم إمارة مكناسة الذي دخل نكّور سنة 319 هـ 940م باسم أمويي الأندلس.
وهكذا كانت إمارة نكّور استمرت إلى سنة 1015م عندما سيطرا سيطرا عليها الأزداجيون

## جغرافيا
تقع على بعد 26 كم من الحسيمة، ويعتقد أنها قابعة حاليا تحت سد عبد الكريم الخطابي، وقد دعيت في البداية ب«مرسى موسى»، حيث نزل موسى بن نصير بأحد جبالها.
كانت منطقة الريف الواقعة بشمال المغرب الأقصى، في إطار التقسيم الإداري الموروث عن العهد السابق على الإسلام، تدخل ضمن بلاد طنجة، وهو التنظيم الذي استمر حسب كل المؤشرات قائما بعد الفتح، في ظل الخلافة الأموية. وأول اتصال حقيقي للمسلمين بحاكم طنجة «إيليان» حدث خلال ولاية عقبة بن نافع الثانية ابتداء من سنة 62 هـ، حيث اتفق الطرفان على «الصلح والمسالمة». وهو ما يؤكد على أن بلاد نكور لم تخضع لأية حملة عسكرية خلال عملية الفتح التي دامت حوالي نصف قرن.
كانت عاصمة الإمارة مدينة نكور التاريخية، تتبعها مجموعة من المدن كمليلية وتمسمان وبادس. وعدد من المراسي مثل كرط وهرك.
طالب برلمانيون عن إقليم الحسيمة بإعادة اللقى التاريخية التي تم العثور عليها خلال القرن الماضي أثناء تشييد سد عبد الكريم الخطابي بمنطقة نكور، حيث نقلت بداية الثمانينيات إلى متاحف وطنية بعد العثور عليها أثناء اشغال إنجاز السد.
لا تزال أربعة أضرحة لأربعة أمراء لنكور، من أصل 15، موجودة بريف المغرب، فضريح صالح بن منصور موجود بمنطقة تمسمان التابعة لإقليم الدريوش، ودفن في غرفة مجاورة لقبره بقبر متواضع، ابنُه المعتصم الذي حكم بعده ثلاثة أشهر فقط وتوفي. أما ضريح الأمير إدريس فيوجد بقرية سيدي إدريس الذي أخذت القرية عنه اسمه، وتقول الروايات إن جثة الأمير بداخله نهبت من قبل الباحثين عن الكنوز المدفونة. وخارج قرية سيدي إدريس يوجد قبر الأمير الحفيد، سعيد بن إدريس بن صالح، على ناصية الطريق العمومية.

## التأسيس
بعد الفتح الإسلامي للمغرب، تنوعت القبائل العربية المشاركة، وكان صالح بن منصور من أوائل الذين أسلموا وتفقهوا بالقيروان ومنها توجه غربا، بإيعاز من حسان بن نعمان الغساني، الذي كان قائدا عسكريا بإفريقية زمن عبد الملك بن مروان وأبنائه، في مهمة إدماج منطقة الريف، حيث تستقر فروع من نفزة، في دار الإسلام، وهو ما ذكره الزياني في الترجمانة الكبرى. فكان أول داخل إلى الريف الأوسط بتمسمان، وكان يعرف بالعبد الصالح. رغم أن الرواية المكرسة في جل الكتابات المتداولة حول إمارة نكور، مثل الذي نقله ابن خلدون وابن الخطيب وغيرهما، تتفق كلها بانتساب صالح بن منصور لعرب اليمن، بينما انفرد اليعقوبي برواية مغايرة، حيث قال حول نسب صالح: «يزعمون أنه من أهل البلد نفزي»،  وكان مصدره أهل نكور أنفسهم، حيث زار المنطقة سنة 278 هـ.

ونتيجة لاستجابة أهل تمسمان والقبائل المجاورة لدعوة صالح بن منصور، تَأَمَّر عليهم و "استخلص نكور لنفسه". فما كان على الخلافة الأموية سوى الإقرار بالأمر الواقع والاعتراف بصالح بن منصور سيدا على نكور، فأقطعه إياها الوليد بن عبد الملك في 91 هـ. فكثر نسله واجتمعت إليه قبائل غمارة وصنهاجة مفتاح، وأسلموا على يده وبايعوه. ويروي البكري عن ذلك: "
ارتدّت القبائل بعد أن ثقلت عليهم الشرائع والتكاليف الإسلامية، وأخرجوا صالح بن منصور من أرضهم، وولّوا عليهم رجلا من نفزة يعرف بالرندي. ثم تابوا ورجعوا للإسلام، واسترجعوا صالح بن منصور أميرا عليهم، فبقي بينهم حتى توفي سنة 132 هـ، فدفن على شاطئ البحر، على مقربة من القرية التي مازالت إلى اليوم تحتفظ باسمها القديم: إقطي. وتوافق وفاته تاريخ سقوط الخلافة الأموية وقيام الدولة العباسية.
واعتمدت إمارة نكّور على عصبية نفزة التي تتكون من عدة بطون، من أهمها بني ورياغل وبني يصليتين، وإذا كانت القبيلتان الأولتان اختفظتا بإسمهما ومنطقة نفوذهما فإن اسم بن يصليتن اختفى وحل محله اسم قبيلة تمسامان.
فعرفت منطقة الريف هجرة أندلسية، ستليها هجرات أخرى، أولها كانت سنة 136 هـ / 745 م إلى إمارة النكور؛ بسبب المجاعة التي أصابت الأندلس في تلك الفترة. فهاجرت بعض الأسر الأندلسية، خصوصا فرقة «إندروسان» التي استقرت بمنطقة بني ورياغل، وبالضبط في منطقة أجدير بإمارة نكور التي كانت تعرف في تلك الفترة رواجا اقتصاديا لا نظير له. وانتشرت عناصرها في جل القبائل، فاندمجت هذه الأسر الأندلسية ضمن المجتمع الريفي الأمازيغي، فتمزغت مع مرور الوقت، وشكلت وحدة مجتمعية وقبلية من الصعب تفتيتها، ولم يؤثر العنصر العربي الوافد على المنطقة منذ الفتح الإسلامي على لهجتها، بل على العكس من ذلك، تبربرت جل الأسر العربية التي بقيت مستقرة.
بعد وفاة صالح بن منصور تولى الأمر بعده ابنه المعتصم بن صالح، الذي اشتهر بكثرة العبادة، وكان يأمهم في الصلاة ويخطب في الجمعة، لكن فترة حكمه كانت قصيرة جدا، حيث توفي وتولى من بعده أخوه إدريس. وبدأ يخطط لتأسيس مدينة نكور في عدوة الوادي، لكنه توفي سنة 143 هـ، وخلفه ابنه سعيد. وتمرد الصقالبة، وهم حرس وخدم أبيه، ورفضوا البيعة، فحاصرهم سبعة أيام في قلعة الصقالبة وقتلهم.

### بناء نكّور
تعزز موقع الإسلام بشكل كبير مع سعيد بعد توليه أمر الامارة. فأسس نكّور وغدت منطلقا للدعوة والجهاد. كما بنى على نهر غيس مسجدا على صفة مسجد الإسكندرية. وتشير المصار إلى وجود «رباط النكور»، قبل أن تأسيس المدينة.
سنة 859م تعرضت نكّور لهجوم مدمر ونهب من طرف الفايكنج النورمان قوتهم 62 سفينة واستمروا بالهجوم هناك مدة ثمانية أيام في شمال أفريقيا، قبل أن يعودوا إلى الأندلس ويستمروا بالهجوم حتى الساحل الشرقي.

### العلاقة مع الأدارسة
لما بلغت الدعوة الإدريسية شمال بلاد المغرب، انضمت إلى إدريس الأول قبائل مكناسة وغمارة حيث كانت ترى فيه سليل رسول الله. كما دانت غمارة وصنهاجة بالولاء لحفيده عمر بن إدريس الثاني. أما النكور وإن لم تمنح الأدارسة ولاءها السياسي فقد منحتهم منزلة موقرة، حيث فتحت أبوابها للمضطهدين منهم، وكانت بينهم علاقات مصاهرة، حيث تزوج أحمد بن إدريس الثاني من أخت سعيد أم السعد بنت صالح وسكن معها مدينة نكّور إلى أن مات.

### حملات الفاطميين
عندما ظهرت دعوة عبيد الله المهدي، وقدومه للمغرب، كتب إلى أهلها يدعوهم إلى الدخول في طاعته، وكتب بمثل ذلك إلى سعيد بن صالح، وكان والياً على نكّور وما إليها من أعمال المغرب لبنى مروان؛ وكتب في أسفل رسالته أبياتا كثيرة، منها:
فأمر سعيد بن صالح شاعرا يعرف بالأخمش، من أهل طليطلة، أن يرد على تلك الأبيات:
فكتب سنة 304 هـ عبيد الله المهدي إلى عامله بتاهرت مصالة بن حبوس يأمره بمحاربة سعيد فنازل مصالة مدينة نكّور ودخلها. وقتلوا أميرها سعيد بن صالح رغم استماتته في الدفاع عن نكّور حتى الموت سنة 305هـ، وسبوا وخربوا وهرب من نجا منهم من ذرية سعيد بن صالح إلى الأندلس. فخربت بذلك جيوش الفاطميين إمارة نكّور.
وأقام مصالة بمدينة نكّور ستة أشهر ثم انتقل إلى تاهرت وولى «دلول» من قبيلة كتامة على نكّور، الذي حكم بين 916م - 917م، حتى افترق جيشه من حوله وبلغ الخبر إلى بني سعيد بن صالح وقومهم وهم بمالقة في الأندلس وهم: إدريس المعتصم وصالح فركبوا السفن إليها وسبق صالح منهم. فاجتمع مع زعماء القبائل بمرسى تمسامان وبايعوه ولقبوه «اليتيم» لصغره، وزحفوا إلى دلول حاكم نكّور فتمكنوا منه ومن معه وقتلوهم، فصلبوا أجمعين على ضفتي نهر نكور وكتب صالح بخبر فتحه نكور إلى الخليفة عبد الرحمن بن محمد فقرئ رسالته بجامع قرطبة.
وشن الفاطميون الحملة الثانية على نكّور سنة 323 هـ تحت قيادة صندل الفتى الذي قتل الأمير أبا أيوب إسماعيل، بعد تحصنه بقلعة إكري بتمسامان.

### سيطرة قرطبة
زحفت قبائل مكناسة البدوية بقيادة موسى بن أبي العافية على نكّور سنة 319 هـ. فحاصروها مدة، ثم تغلب عليها وقتل صاحب عبد البديع بن صالح، وخرب نكّور ونسف آثارها. وقد وصف ابن حوقل آثار ما تعرضت له مدينة نكور في زيارته لها في النصف الأول من القرن الرابع الهجري، حيث لاحظ الخراب باديا على المدينة.
بعد إعلان عبد الرحمن الناصر لدين الله نفسه خليفة على الأندلس، تحالف مع موسى بن أبي العافية، فأوحى له الزعيم الأندلسي بشن غزوة أخرى على نكّور، مشتركة هذه المرة ومنسقة بحرا وبرا دامت ستة أشهر كانت كافية لإعادة هيكلة النظام السياسي لإمارة النكور وتحويلها إلى منطقة تابعة وخاضعة سياسيا لقرطبة ومنضبطة عسكريا لإمرة موسى بن أبي العافية يشغل فيه عبد السميع بن جرثم بن إدريس بن صالح بن منصور منصب أمير تابع بدون سلطة فعلية.
وفي سنة 326 هـ انتهز أهل نكّور وفاة موسى بن أبي العافية فانتفضوا على عبد السميع وقتلوه ودعوا جرثم بن أحمد بن زيادة الله بن إدريس بن صالح بن منصور الذي كان لاجئا بمالقة فبايعوه بالإمارة حيث استمر في الحكم لمدة ربع قرن من الزمن كانت كافية لمعاودة أهل نكّور بناء مدينتهم كما استغلوا الانفراج السلمي الذي طبع علاقة قرطبة مع إمارات العدوة المغربية لتنشيط دواليب اقتصادهم. وكان على مذهب سلفه في الاقتداء والعمل بالمذهب المالكي إلى أن مات آخر سنة 360 هـ، وخلفه من بعد بنيه. وعاودت الغارات البدوية كرتها على الإمارة إذ تمكن قبيلة أزداجة البرنسية من الدخول إلى المزمة والسيطرة على نكّور، لكن لم ينعم الأزداجيين كثيرا بانتصارهم هذا، إذ باغتتهم جيوش يوسف بن تاشفين المرابطية سنة 473 هـ في حملة كاسحة وشاملة لم تبق أثر لنكور.

## اقتصاد
تعددت مصادر إمارة نكّور الاقتصادية، فعلى نهري نكّور وغيس أقيمت الأرجاء المتحركة، وكانت نكّور خزان للحبوب، حيث كان النشاط الفلاحي في المنطقة كبيرا نظرا لتقنياته المتطورة خصوصاً سياسة السقي التي طبعت هذا النشاط. فكانت له نتائج ايجابية على مستوى المنتوجات الفلاحية، وهذا بدوره ساعد في تطور المبادلات التجارية وعمل على تحويل بعض المدن في المنطقة مثل نكّور وبادس إلى مراكز حضرية وتجارية ذات أهمية كبيرة. فعملت هذه المراكز على ربط مناطق عدة من العالم الإسلامي، ومنها الأندلس بصفة خاصة، عن طريق دور الوساطة التجارية التي مارسته خلال هذه الحقبة. وتتحدث المصادر التاريخية عن أهمية النشاط التجاري لعدة مراكز كمرسى تمسامان الذي يعتقد البعض أنه المرسى الذي أبحر منه عبد الرحمان الداخل باتجاه الأندلس بعد أن فر من قبضة العباسيين. وثمة كذالك مرسى المزمة، الذي تظهر أهميته من خلال قدرته على استيعاب المراكب الضخمة في عهد بني صالح، على لسان موسى بن أبي العافية في رسالة جوابية للخليفة الأموي عبد الرحمن الناصر:««ورد علينا الأسطول المنصور وحل بمدينة نكور .(...)» هذا الأسطول الضخم بلغت « عدة مراكبه أربعين قطعة وعدد ركابه ثلاثة ألاف رجل .» واستمر مرسى المزمة يلعب دوره كأبز محطة تجارية بمجموع الحوض الغربي للبحر المتوسط إلى حدود القرن الرابع الهجري عند تأسيس مرسى ألمرية بالأندلس. ويشير شيخ المؤرخين ابن حيان القرطبي لكثرة من كان يقيم بالمزمة من» أصحاب السلامة من التجار«. فتعددت الخطوط البحرية الرابطة بين العدوتين المغربية والأندلسية عبر مرسى المزمة أبرزها الخط المباشر نحو مالقة الذي يستغرق» مجرى يوم بالريح الطيبة المعتدلة«. ومن الخطوط البحرية التي كانت تربط المزمة مرسى بجانة الأندلسي مرسى» بزليانة«(قريبة من مالقا) وإلى ساحل إلبيرة» وغيرها من الموانئ التجارية.. بالإضافة إلى مرسى المزمة، برز دور مرسى ملوية رأس الماء، ومرسى بقوية وهو المعروف كذالك بمرسى بوزكور أو بوسكور حسب النطاق المحلى ومرسى يليش أو ياليش ومزال سكان المنطقة يسمونه سيدي يليش. وتسبب الضعف الذي آلت اليه امارة نكّور عند نهاية القرن الثالث الهجري/ التاسع الميلادي وبداية القرن الرابع الهجري/ العاشر الميلادي، في تراجع المنطقة اقتصادياً لصالح الأندلس. وشكل تخريب نكور على يد المرابطين عاملا إيجابيا مهما في تطور مدينة المزمة، حيث ساعدها على التألق في فترة قصيرة حينما أصبحت المنفذ التجاري الوحيد بالمنطقة، إضافة إلى عوامل كثيرة دعمت نموها بوتيرة سريعة، وهي المدينة التي صنفها الشريف الإدريسي ضمن «القرى»، ويعني ذلك عدم توفرها على الأسوار، غير أنها كانت عامرة بالسكان،

## الثقافة
تبنت إمارة نكّور المذهب المالكي منذ نشأتها الأولى، فكانت بذلك المعقل الأول لهذا المذهب بالمغرب الأقصى، تمسكت به أصولاً وفروعاً . ويروي البكري أن أمراء نكّور كانوا يأمون بالناس ويخطبون بالجمعة ومنهم أمراء بمرتبتة فقهاء في المذهب المالكي. فجمع أمراء نكور بذلك بين الإمامة السياسية والدينية. وقد يكون لهؤلاء دورا في تصدير مذهب مالك إلى الأندلس ووضع حد للعمل بمذهب الأوزاعي.

واتخذت هذه الإمارة لها جامعا عظيما، بنته على غرار جامع الإسكندرية، كما يقول المؤرخون، فخرج منه علماء لا يقل نشاطهم، في الأندلس وغيرها. ويصف البكري جامع المدينة: 

ازدهرت مدينة نكّور في القرن الثاني بالعلم والأدب، وقصدها الطلبة، ومن أبرز أبنائها إبراهيم بن أيوب النكوري، والرياضياتي موسى بن ياسين، والنحوي والشاعر حسين بن فتح الذي روى عنه الباجي وأثنى عليه، واشتهرت مجالس الأنس والسهر للخليفة عبد الرحمن الناصر لدين الله بقرطبة بفنانين من أهل نكور، الذين استقدمهم الخليفة الأموي من حاضرة نكور. تألق فيهم النكوري «الزامر» الذي غدا من ألمع نجوم الطرب العامي بالحاضرة، حيث قدم موسيقى غنائية لموشحات وقصائد شعرية ممزوجة بأصناف من الدف والزمر غير مسبوقة في قربطة، ووصفه ابن حزم في طوق الحمامة:
كما كان من أهل الأندلس من أتى إلى النكور وأقام بها مثل الأحمس الطليطي شاعر الإمارة، ومن شعر إبراهيم بن أيوب قوله:

رغم ذلك تبقى هذه العناصر متناثرة وبصمات قليلة حول حياة نكّور الثقافية، حيث استحالة البحث في هذا المجال خلال القرون الثلاثة الأولى من تاريخ المغرب. وما تم الكشف عنه يفصح عن موقع بلاد نكّور في وضع اللبنات المؤسسة للصرح الثقافي الذي تألق بالغرب الإسلامي. يقول المؤرخ الطاهري أحمد مؤلف كتاب «إمارة بني صالح في بلاد النكور»: 

## حكام إمارة نكور

### بنو صالح في تمسمان
- صالح بن منصور حكم بين 710م - 750م
- المعتصم بن صالح حكم بين 750 - 750م
- إدريس بن صالح حكم بين 750 - 760م

### بنو صالح في نكور(1)
- سعيد بن إدريس 760م	- 804م.
- صالح بن سعيد 804م - 864م
- سعيد بن صالح 864م	- 916م

### بنو صالح في نكور(2)من قبلالأمويين
- صالح بن سعيد اليتيم 917م	- 927م
- عبد البديع المؤيد بن صالح 927م	- 929م
- أبو أيوب إسماعيل 929م	- 932م
- موسى بن المعتصم 932م -941م
- عبد السميع بن جرثم 941م - 948م
- جرثم بن أحمد بن زيادة الله 948م- 971م
- غير معروف  971-1015م